# Tindr Hallkelsson
Tindr Hallkelsson (ca. 950 – 1015) var en af Hakon Jarls islandske skjalde.

## Familie og liv
Tindr var broder til den kendte høvding Illuge Svarte på Gilsbakke, Gunnlaugr Ormstunges fader og den 5. mand fra Brage Boddason. Tindr må antages at være født ved midten af det 10. århundrede. Det første, som vi ved om ham, fra Landnáma, er at han sammen med sin broder overfaldt Músa-Bölverkr i Hraunsáss, fordi denne havde dræbt deres tredje broder. Dernæst træffer vi ham i Norge hos Hakon Jarl under Jomsvikingeslaget, ligesom Einarr Skálaglamm. Harðar saga, som er ikke særlig historisk, fortæller, at Tindr skulle have været i Norge allerede under Harald Gråfeld. Det synes dog mindre pålideligt. Når samme saga fortæller at Tindr kom hjem med Þórðr Kolgrímsson fra Ferstikla og at Tindr straks red "hjem på Hallkelsstaðir" (hans faders gård), sigtes der muligvis til Tindrs hjemkomst efter Jomsvikingeslaget. Det sidste vi hører om ham, er hans deltagelse i det kendte Hedeslag (1015), hvor han kæmpede drabeligt, men synes at være blevet dødeligt såret. I det mindste nævnes han ikke senere. Tindr havde to døtre: Jóreiðr og Hallveig (fra den sidste stammede Brandr Prior hinn Fróðe) og en søn Þorvaldr, skjalden Gils' bedstefader.

## Digtning
Tindr har sikkert været en meget anset mand på grund af sin ualmindelige åndelige så vel som legemlige kraft og dygtighed; nogle af håndskrifterne af Heiðarvígasaga kalder ham "den tapre". Som skjald udmærker han sig ved udtrykkenes kraftighed og friskhed, samt ved omskrivningernes fuldkomne korrekthed og anskuelighed, for så vidt som man kan dømme derom af de os opbevarede, forfærdelig mishandlede vers. Disse hører — på et par løse vers nær — alle til en drape om Hakon jarl, som Fagrskinna udtrykkelig nævner, "hvori meget om Jomsvikingerne og deres kamp fortælles". Det er altså en given sag, at digtet er forfattet kort efter dette slag (986-7). Det, som vi har tilbage af digtet, er især opbevaret i den yngste bearbejdelse af Jomsvikingasaga og versene handler om Jomsvikingernes færd og rejse til Norge, om Hakons forberedelser og kraftige modstand, samt, hovedsagelig, om selve kampen og dens enkeltheder.
Desuden findes to løse vers af Tindr, digtede lige efter Hedeslaget (1015); de skal være digtede af den i valen liggende, sårede Tindr, og de handler om kampens udfald og mandefaldet. Der er ingen tvivl om, at versene er ægte.

## Ekstern henvisning
- Tindr Hallkelsson Arkiveret 21. juli 2006 hos  Wayback Machine Opbevarede vers